# Rod (mytologie)
Rod je východoslovanský bůh osudu nebo méně významné nižší božstvo (démon). Jeho význam je předmětem hypotéz. V písemných pramenech se objevuje vždy společně s rožanicemi, v pozdních etnografických pramenech se vyskytuje jen zřídka.

## Prameny
Nejstarší zmínka o něm pochází z církevního traktátu Slovo nekogejo christoljubca z 11. či 12. století. Prameny uvádí, že se lidé k Rodu a rožanicím modlili, přinášeli jim med, sýr, chléb, kaši a obilí jako oběti. Jejich svátek připadal na svátek Bohorodičky, tedy 26. prosince. Slovo sv. Grigorija Bogoslova uvádí dobovou hypotézu, že kult Roda a rožanic převzali Slované od Chaldejců, Egypťanů, Řeků a Římanů a také spojuje Roda s Artemidem (!) a rožanic s Artemidou. Jeden z rukopisů, pocházející z přelomu 12. a 13. století, také uvádí „...je Bůh, ne Rod.“ Prameny dále uvádí, že Rod tvoří lidi tím, že hází na zem hroudy hlíny a z nich se rodí děti. Tento mýtus se podobá řecké báji o Deukaliónovi a Pyrrze, ale na rozdíl od něj probíhá stvoření člověka házením hlíny neustále.

## Význam

### Démon

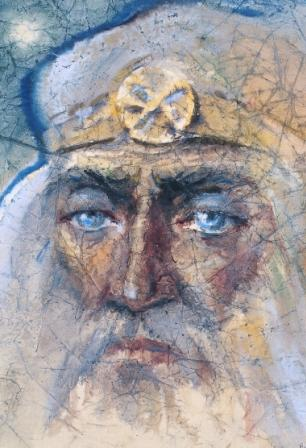
Vyobrazení Roda v chrámu stoupenců Lva Sylenka (chrám ukrajinské RUNVíry)

Nejčastěji je chápán jako démon, bytost nižšího řádu. Izmail Srezněvskij, Jevgenij Aničkov a Lubor Niederle jej pokládali za domácího ducha s mocí nad osudem mužů, rožanice ztotožňovali s řeckými moirami, římskými parkami nebo severskými nornami. Podle Niederleho Rod představuje duše předků ochraňující rodinu. Podle Alexandra Veselovského byl Rod nahrazen domovojem. Podle Zdeňka Váni byl démonem plodnosti, snad související s falickým kultem, jehož uctívání se rozmohlo v 11. a 12. století, tedy v době, kdy proti němu nejvíce brojí církevní prameny, který sesílal duše na zem, aby se mohli zrodit lidé. Jako důkaz démonického charakteru Roda poukazovali na zmínku ve Slovu Daniela Zatočnika, že jím strašili rodiče děti. Proti tomuto výkladu stojí názor, že po christianizaci došlo k jeho degradaci z božstva v nižší bytost.

### Nejvyšší bůh
Boris Rybakov jej považoval za nejstarší a nejvyšší slovanské božstvo, zastíněné až v době vzniku knížecí vlády Perunem. Dle jeho názoru byl stvořitelem, bohem zrození a lidského osudu a ochráncem úrody. Podle Vjačeslava Ivanova byl Rod božskou personifikací rodu. Za významné božstvo jej považoval také Aleksander Gieysztor. Tato teorie je podpořena tím, že je vždy, na rozdíl od rožanic i jiných duchů, zmiňován v jednotném čísle. Etymologicky jsou mu přisuzována slova jako rodina, rod, zrod, příroda a národ. Pakliže by měl na starosti vše, co bylo stvořeno, jednalo by se o velice významného boha.